# Jombong
Jombong is een bestuurslaag in het regentschap Boyolali van de provincie Midden-Java, Indonesië. Jombong telt 2109 inwoners (volkstelling 2010).